# Podmoskovnyje vetjera
Podmoskovnyje vetjera (russisk: Подмосковные вечера) er en russisk spillefilm fra 1994 af Valerij Todorovskij.

## Medvirkende
- Vladimir Masjkov som Sergej
- Ingeborga Dapkunaite som Katja
- Aleksandr Feklistov som Mitja
- Alisa Freindlich som Irina
- Natalja Sjjukina som Sonja